# Ter Apel
Ter Apel (52° 52′ N, 7° 03′ L) é uma aldeia dos Países Baixos, na província de Groninga. Ter Apel pertence ao município de Westerwolde.
A área de Ter Apel, que também inclui as partes periféricas da cidade, bem como a zona rural circundante, tem uma população estimada em 6 110 habitantes.